# Helwingia himalaica
Helwingia himalaica är en järneksväxtart som beskrevs av Joseph Dalton Hooker, Amp; Thoms. och Charles Baron Clarke. Helwingia himalaica ingår i släktet Helwingia och familjen Helwingiaceae. Inga underarter finns listade i Catalogue of Life.